# Футбол на летних Азиатских играх 2018
Соревнования по футболу на летних Азиатских играх 2018, состоявшихся в Индонезии, проходили с 10 августа по 1 сентября. Разыгрывалось два комплекта наград среди мужчин и женщин.

## Медали
| Event   | Золото           | Серебро | Бронза           |
| ------- | ---------------- | ------- | ---------------- |
| Мужчины | Республика Корея | Япония  | ОАЭ              |
| Женщины | Япония           | Китай   | Республика Корея |

## Стадионы
- Пакансари, Сибинонг
- Стадион Патриот (Индонезия), Бекаси
- Вибава Мукти, Сикаранг
- Джалак Харупат, Сореанг
- Стадион Гелора Сривиджая, Палембанг
- Стадион Буми Сривиджая, Палембанг